# Zeta Hydri
Désignations
Zeta Hydri (en abrégé ζ Hyi) est une étoile de la constellation australe de l'Hydre mâle. Elle est visible à l'œil nu avec une magnitude apparente de 4,84. D'après la mesure de sa parallaxe annuelle par le satellite Gaia, l'étoile est distante d'environ ∼ 295 a.l. (∼ 90,4 pc) de la Terre. Elle s'éloigne du Système solaire à une vitesse radiale d'environ +4 km/s.
Zeta Hydri est une étoile blanche de type spectral A2IV/V, avec la classe de luminosité « IV/V » qui indique qu'il s'agit soit d'une sous-géante, soit d'une étoile blanche de la séquence principale. Elle tourne rapidement sur elle-même, montrant une vitesse de rotation projetée de 116 km/s. Cela donne à l'étoile une forme légèrement aplatie avec un rayon équatorial qu'on estime être 5 % plus grand que son rayon polaire. Elle est estimée être deux fois plus massive que le Soleil et être âgée de 319 millions d'années. L'étoile est environ 80 fois plus lumineuse que le Soleil et sa température de surface est de 9 144 K.